# Lutin

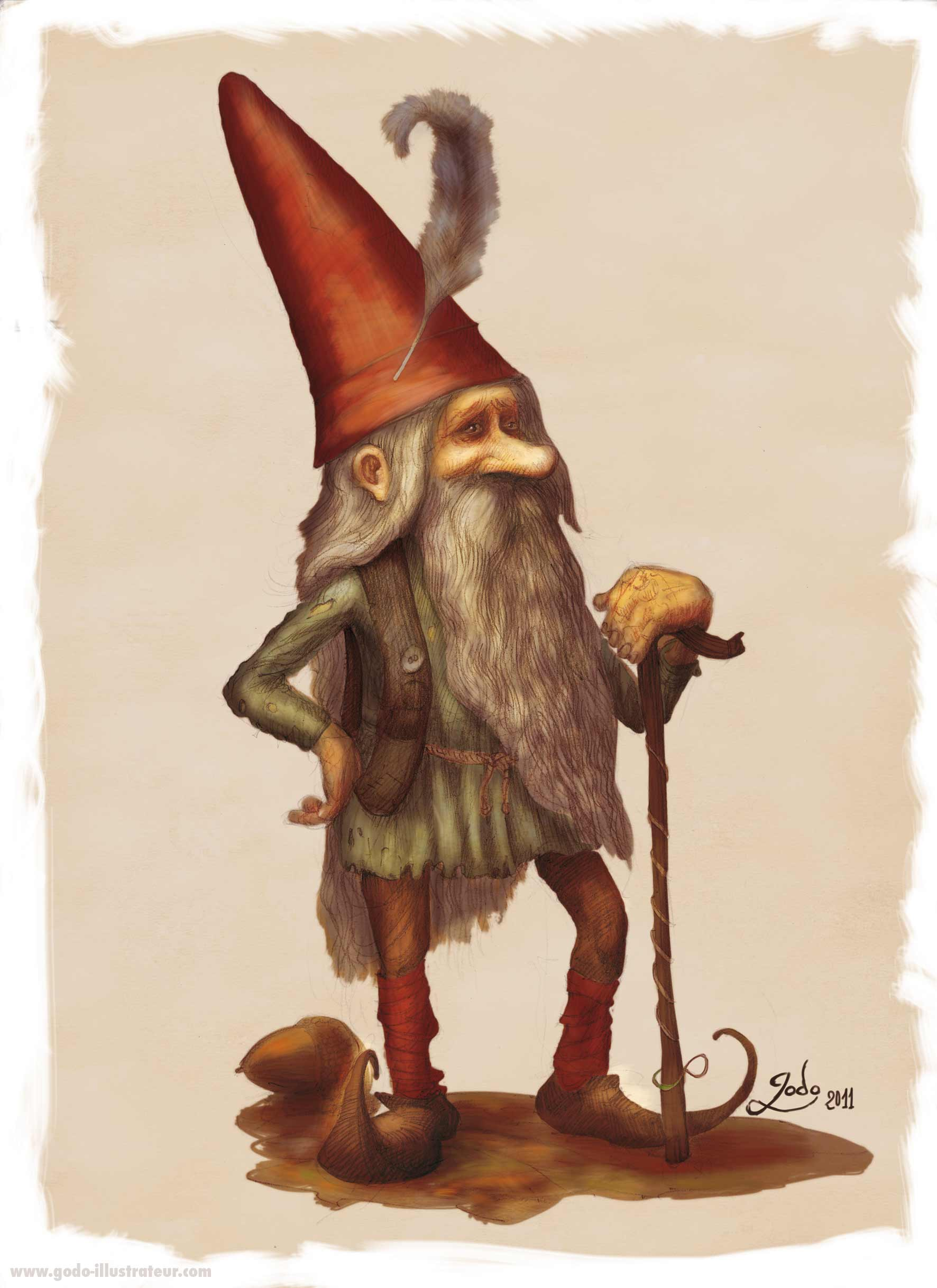
Lutin podle francouzského umělce Goda

Lutin (luton, nuton) je bytost z francouzského folklóru podobná českým skřítkům, trpaslíkům a šotkům, ale i jiným domácím duchům z evropského folklóru. Objevují se i ve folklóru frankokanadských obyvatel Quebecu a Newfoundlandu. Jsou to stvoření šibalské povahy, schopná měnit libovolně podobu a nacházející se v lesích, ve vodě, v jeskyních i na polích.
Ve francouzštině se jeho jméno ozývá ve slově lutiner „škádlit, popichovat“. Ve Valonsku se slovo luton objevuje v rčeních jako být posedlý lutonem „být očarovaný“ nebo vede ho luton „zbloudil, jedná pomateně, je pronásledován smůlou“ a slovo nuton přeneseně označuje buď člověka malého nebo zasmušilého, nespolečenského, misantropa a cholerika.

## Popis
Anglický učenec Gervasius z Tilbury na počátku 13. století zmiňuje bytosti neznámé povahy, snad démony, zvané neptuni či portuni, které navštěvují venkovany a pomáhají jim. Ač jsou zpravidla užiteční, někdy však provádí šibalské kousky. Mají podobu malých vrásčitých starců.
Pro lutiny je typické nošení čepičky, což je pravděpodobně spojuje s římsko-keltskými genii cucullati – duchy s kapucí.

## Etymologie
Podle některých badatelů slovo lutin pochází z latinského Neptunus, podle jiných spíše z jmen keltských božstev Nodense, Nudda a Nuady. Všechna tato božstva mají jistý vztah k vodnímu živlu. Může mít spojitost i s božstvem Netonem uctívaným v dnešním Španělsku a Portugalsku.
Nejstarším dokladem víry v lutony může být latinský nápis z belgické vesnice Celles který zní:
„Dle svého slibu, ke slávě Neuttona, dal Tagasius — nebo Titus Agausius — dobrovolně a v plném právu postavit tento oltář.“
Podle Claude Lecouteuxe může být Neutton označením lutinů nebo božstva z kterého se zrodili.